# نیوینگتون فورست (ویرجینیا)
نیوینگتون فورست (به انگلیسی: Newington Forest) یک منطقهٔ مسکونی در ایالات متحده آمریکا است که در شهرستان فرفکس، ویرجینیا واقع شده‌است. نیوینگتون فورست ۸٫۷ کیلومتر مربع مساحت و ۱۲٬۴۴۲ نفر جمعیت دارد و ۸۸٫۳۹ متر بالاتر از سطح دریا واقع شده‌است.